# Fascicule (botanique)
Pour les articles homonymes, voir Fascicule.

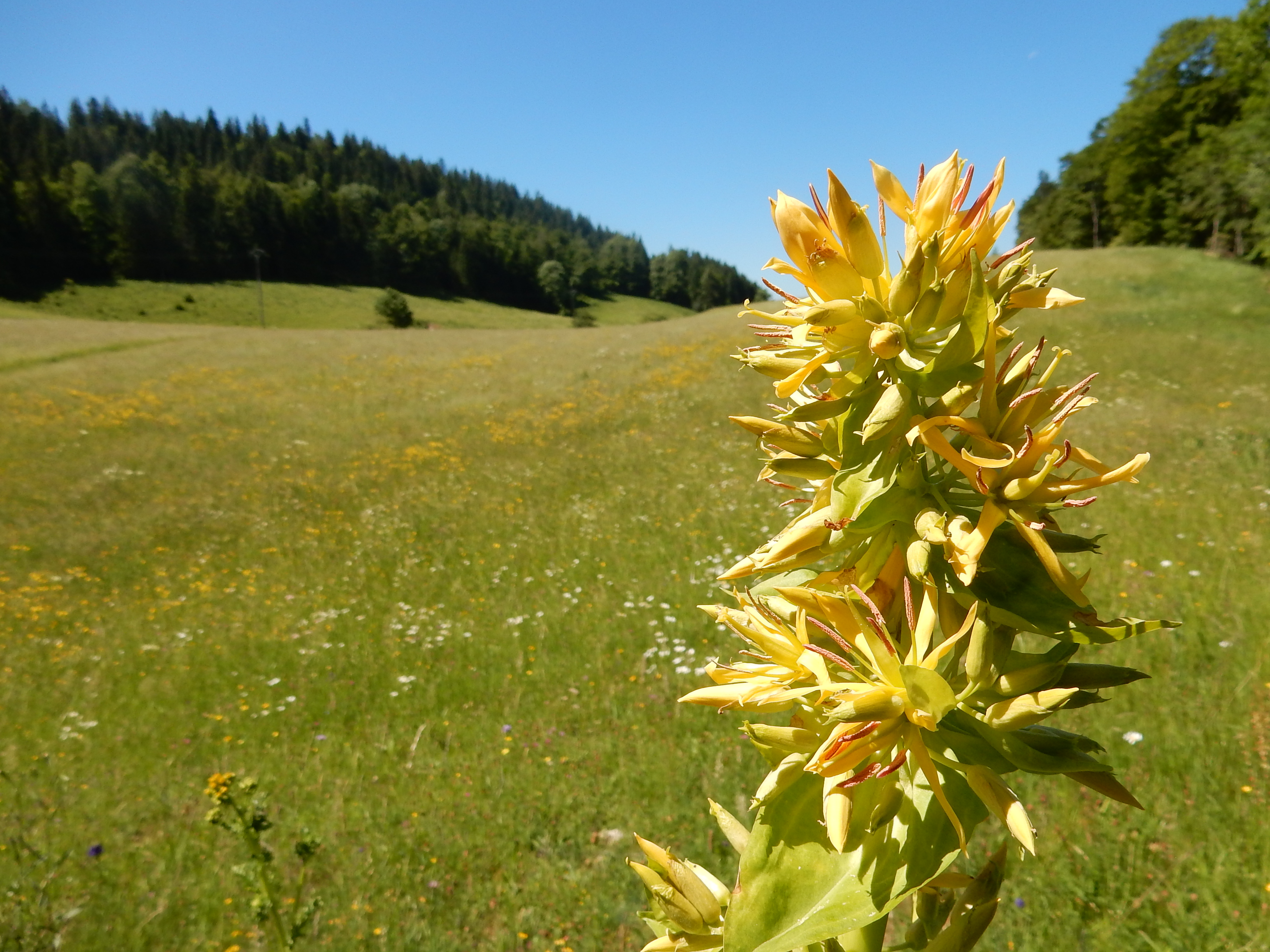
Les fleurs de la Gentiane de Burser (Gentiana burseri) sont disposées en fascicule.

En botanique, un fascicule (du latin fasciculus, « petit faisceau ») est une inflorescence en cyme, où les fleurs sont portées par des axes très brefs disposés régulièrement.